# Vertrag von Osimo
Der Vertrag von Osimo (italienisch Trattato di Osimo, serbokroatisch Osimski sporazum, slowenisch Osimski sporazumi) ist ein völkerrechtliches Vertragswerk zwischen Jugoslawien und Italien, das am 10. November 1975 in Osimo bei Ancona unterzeichnet wurde. Nach seiner Ratifizierung und dem Austausch der Ratifikationsurkunden in Belgrad trat das in französischer Sprache verfasste Vertragswerk am 11. Oktober 1977 in Kraft.
Der französische Titel heißt Traité pour la délimitation de la frontière pour la partie non indiquée comme telle dans le Traité de paix du 10 février 1947 (avec annexes, échanges de lettre set acte final). Signé à Osimo (Ancona) le 10 novembre 1975. Auf dem Vertrag selber steht jedoch schlicht Traité entre la République italienne et la République socialiste fédérative de Yougoslavie.
Mit dem Vertrag wurde die de facto bereits 1954 mit dem Londoner Memorandum erfolgte Aufteilung des ehemaligen Freien Territoriums Triest zwischen Italien und Jugoslawien endgültig besiegelt. Italien verzichtete auf alle Ansprüche auf die ehemalige Zone B des Freien Territoriums, das zwischen 1947 und 1954 um die Hafenstadt Triest bestanden hatte; im Gegenzug erkannte Jugoslawien die Zugehörigkeit der ehemaligen Zone A und damit der Stadt Triest zu Italien an.

## Inneritalienische Kritik
Die italienische Regierung erfuhr im eigenen Land heftige Kritik wegen des Abschlusses des Vertrags. Zum einen lehnte das nationalistische Lager, angeführt vom neofaschistischen Movimento Sociale Italiano (MSI), einen Verzicht auf Istrien kategorisch ab. Zum anderen verknüpfte der Vertrag den Gebietsverzicht nicht mit konkreten Vorschriften zum Schutz der italienischen Minderheit in Jugoslawien (umgekehrt hatte die slowenische Minderheit innerhalb der 1963 errichteten Region Friaul-Julisch Venetien Rechte zuerkannt bekommen). Die Frage des italienischen Minderheitenschutzes wurde auf spätere, gesondert auszuhandelnde Protokolle verschoben. Viele Italiener, die nach dem Zweiten Weltkrieg Istrien verlassen hatten, fühlten sich von der Regierung in Rom „verraten“ und im Stich gelassen.
Diese delikate Situation bewog die italienische Regierung auch, erstmals einen völkerrechtlichen Vertrag nicht vom Außenminister unterzeichnen zu lassen. Für Italien unterzeichnete Eugenio Carbone, der Generaldirektor des Industrieministeriums, im Auftrag von Premierminister Aldo Moro und Außenminister Mariano Rumor. Für Jugoslawien unterzeichnete Außenminister Miloš Minić. Nach der Unterzeichnung verzögerte sich nicht zuletzt wegen der innenpolitischen Turbulenzen in Rom die innerstaatliche Ratifizierung bis ins Jahr 1977.

## Wirtschaftliche Kooperation
Gleichzeitig mit dem eigentlichen Vertrag wurden auch ein Vertrag über gegenseitige wirtschaftliche Zusammenarbeit (Accord sur la promotion de la cooperation economique entre la Republique Italienne et la Republique Socialiste Federative de Yougoslavie) und ein Protokoll über Freihandelszonen (Protocole sur la zone libre) abgeschlossen, mit dem unter anderem Jugoslawien der freie Zugang zum Hafen von Triest garantiert wurde. Die praktische Bedeutung dieser beiden Dokumente blieb allerdings weit hinter der des Grenzvertrags zurück.

## Weitergeltung für Slowenien und Kroatien
Nach der 1991 erklärten und 1992 international anerkannten Unabhängigkeit Sloweniens stellte sich die Frage der Fortgeltung des Vertrags für die ehemalige jugoslawische Teilrepublik. Diese Frage wurde aber durch eine ausdrückliche Erklärung Sloweniens, den Vertrag anzuerkennen, entschärft. Eine Lösung dieser Frage war von Italien zu einer Bedingung für die Aufnahme Sloweniens in die Europäische Union gemacht worden.
Im Verhältnis zu Kroatien (seit 1991/1992 unabhängig) steht eine vergleichbare eindeutige Erklärung noch aus; eine solche hat für Italien aber eine wesentlich geringere Bedeutung, da der kroatische Anteil an der ehemaligen Zone B des Freien Territoriums Triest nicht unmittelbar an Italien grenzt. Im April 2006 stellte die italienische Europaabgeordnete Roberta Angelilli eine Anfrage an die EU-Kommission bezüglich nicht erfolgter Entschädigungszahlungen durch Kroatien. Sie vertrat die Auffassung, dass das Land dadurch Voraussetzungen für einen EU-Beitritt nicht erfülle.